# Бу Сянчжи
Бу Сянчжи (кит.: 卜祥志; піньїнь: Bǔ Xiángzhì; нар. 10 грудня 1985) — китайський шахіст, гросмейстер (2000). Чемпіон Китаю 2004 року.
1999 року у віці 13 років 10 місяців і 13 днів став 10-м гросмейстером з Китаю й наймолодшим на той момент в історії. У квітні 2008 року, він та Ні Хуа, стали відповідно другим і третім гравцями з Китаю, після Ван Юе, які здолали позначку 2700 очок рейтингу Ело.
Його рейтинг на березень 2020 року — 2705 (34-те місце у світі, 5-те в Китаї).

## Кар'єра

### Ранні роки
Бу народився 10 грудня 1985 року в Ціндао. У віці шести років його навчив грати в шахи старший двоюрідний брат (його дід був сильним гравцем в сянці). Цікавість до шахів підігріла перемога співвітчизниці Се Цзюнь у матчі за звання чемпіонки світу з шахів 1991 року. Він почав ставитись до шахів серйозно в 9 років і відтоді тренуватися. Тоді газета Ціндао дейлі заснувала місцевий шаховий клуб, який відвідували багато місцевих дітей, включаючи сина головного редактора Ціндао дейлі'. Його першою шаховою книгою була знаменита Мої 60 пам'ятних Партій Боббі Фішера, якого Бу обожнює. 1993 року виграв чемпіонат Ціндао серед юніорів.
1998 року, коли йому було 12, став чемпіоном Китаю серед школярів і чемпіоном світу серед юнаків до 14 років. 1999 року посів 7-е місце на престижному турнірі Тан Чін Нам.

### Наймолодший гросмейстер в історії
Спонсорський контракт з виробником мінеральної води в його рідному місті Ціндао зробив можливою його з тренером подорож до Європи, щоб взяти участь у декількох шахових турнірах. Восени 1999 виконав впродовж лише двох місяців три гросмейстерські норми. Першими двома нормами були перемоги на турнірах 21–29 вересня Пакш (10-а категорія, 6/9 очок) і 3–13 жовтня на меморіалі Клюгера Будапешт (7-а категорія, 8½/11 очок). Третьою нормою став поділ першого місця 18–23 жовтня на кубку газетиЦіндао дейлі (6/8 очок) Таким чином, у віці 13 років 10 місяців і 13 днів Бу Сянчжи став наймолодшим гросмейстером в історії на той час. Після нього це звання в липні 2002 року перейшло до Сергія Карякіна. Також 1999 року переміг на відкритому чемпіонаті Німеччини.

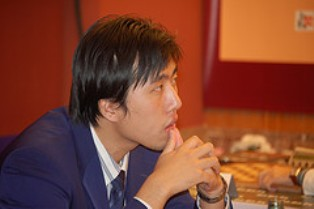
Бу Сянчжи на кубку світу з шахів наосліп 2007 року в Більбао

### 2000-ні
2000 року в Німеччині Бу Сянчжи переміг на Інтернешнел Неккар опені Дайцизау, Штудгарт. Того самого року переміг в Нью-Йорку азербайджанця Раджабов Теймур Борисович 6½-1½ в матчі з восьми ігор, який називався Майбутній матч за звання чемпіона світу. Вони грали дві партії щодня з контролем часу 1 година на всі ходи. Розгромний рахунок не відбиває реальне співвідношення сил, оскільки Раджабов змарнував кілька добрих нагод першого дня й програв без боротьби обидві партії другого. Перед тим Раджабов переміг Бу у фіналі з двох ігор на сайті Kasparovchess.com. У травні 2000 Бу вперше зіграв на рейтинговому турнірі федерації шахів США Нью-Йорк опен. Програв у першому раунді маловідомому Шервуду Макклеланду і закінчив з результатом 5½/9.
У грудні 2003 виграв 10-й Асеймар інтернешнл опен у Мондарісі, набравши 7½/9.
У листопаді 2004 виграв чемпіонат Китаю з шахів у Ланьчжоу з результатом 9.0/11.

### 2007
В липні 2007 Бу виграв відкритий чемпіонат Канади з шахів а Оттаві. В жовтні виграв кубок світу з шахів наосліп у Більбао з перевагою над найближчим конкурентом 1½ очка, перемігши таких шахістів, як Веселин Топалов, Магнус Карлсен, Пентала Харікрішна, Юдіт Полгар і Сергій Карякін.

### 2008

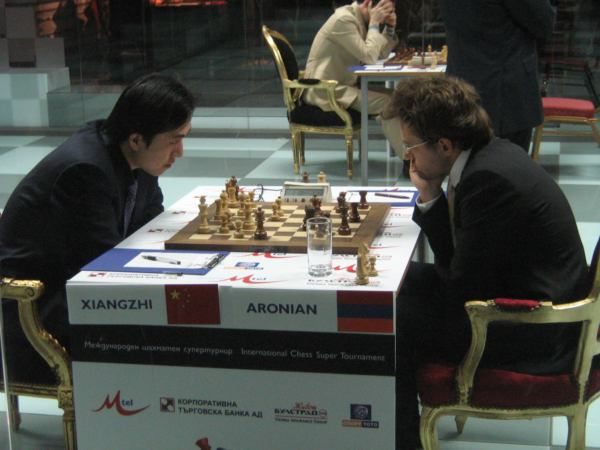
Бу Сянджи (зліва) проти Левона Ароняна на турнірі Софія, 2008 рік

В січні 2008 на шаховому фестивалі Гібтелеком у Гібралтарі розділив першу сходинку набравши 8.0/10 (+7−1=2; перформенс Ело 2834), але програв на тай-брейку у двох бліц-партіях Хікару Накамурі. У квітні брав участь у командному чемпіонаті Росії в Дагомисі, Сочі за команду Шатар-Метрополь (Бурятія), де набрав 6½/10 (+3−0=7). У травні на першому для себе супертурнірі Софія (категорія 20) посів п'яте місце з шести учасників (Левон Аронян, Іван Чепарінов, Василь Іванчук, Теймур Раджабов, Веселин Топалов) набравши 3.0/10 (+1−5=4; перформенс Ело 2594).
У вересні грав за Китай у їх п'ятому матчі проти Росії в Нінбо де набрав 2½/5 (перформенс 2707).
В грудні став третім серед шести учасників на турнірі Нанкін з результатом 5.0/10.

### 2010
He scored 6½/9 (+4−0=5) at the Moscow Open in January with a 2723 performance.
Bu Xiangzhi scored 5½ (+3−1=5) at the 2010 Aeroflot Open finishing in 10th place out of 80 players with a 2700 performance. Following this tournament, he scored 13.0/18 in the Preliminaries of the 2010 World Blitz Championship Preliminaries on February 18 to finish in second place behind Maxime Vachier-Lagrave; the result automatically qualified Bu for the 2010 World Blitz Championship to be held in Moscow in November 2010.
From May 24 through June 4, 2010, Bu participated in the Chinese Chess Championship. In clear first after ten rounds, Bu needed a final round victory to secure his second Chinese chess championship. However, he drew his final round, allowing Wang Hao and Zhou Jianchao to catch him with 7½/11; Wang won the championship on tiebreak.
Bu participated in the 1st Danzhou Tournament in China from June 11 through June 20. After a victory over Zhou Jianchao, Bu led the tournament with 5½/8 with one round remaining. A final round draw with Hou Yifan allowed Li Chao to catch him with 6/9, but Bu won the tournament on tiebreak with a performance rating of 2740.
From August 4 through 15th, Bu participated in the 7th annual China versus Russia match, held in Yinzhou, Ningbo, China. Teamed with Wang Hao, Wang Yue, Zhou Jianchao and Ni Hua, Bu led the Chinese team to victory with 4.0/5 and a 2928 performance rating.

### 2012
Bu won the World University Chess Championship, held in Guimarães (Portugal), 20–26 August, with 8/9 (+7−0=2).

## National team
Bu has played regularly since 2001 in the Chinese national team. With the World Team Chess Championship in 2005 in Beersheba, and with the Turin 2006 Chess Olympiad he achieved on the top board very good results and won individual and team silvers in each event. He played first board in Turin, where the Chinese team finished in second place. He won four games and drew eight, including his games against top Grandmasters Vladimir Kramnik, Viswanathan Anand and Levon Aronian. He has played in two previous Chess Olympiads in 2002 and 2004, both on board four.
He was part of the team that won silver at the December 2006 Asian Games in Doha. He won an individual bronze medal on board two as the team won gold at the 2008 15th Asian Team Chess Championship in Visakhapatnam.

## China Chess League
Bu Xiangzhi plays for Shandong chess club in the China Chess League (CCL).

## Зміни рейтингу
| На цьому місці має відображатися графік чи діаграма, однак з технічних причин його відображення наразі вимкнено. Будь ласка, не видаляйте код, який викликає це повідомлення. Розробники вже працюють для того, щоби відновити штатне функціонування цього графіка або діаграми. | |
| | На цьому місці має відображатися графік чи діаграма, однак з технічних причин його відображення наразі вимкнено. Будь ласка, не видаляйте код, який викликає це повідомлення. Розробники вже працюють для того, щоби відновити штатне функціонування цього графіка або діаграми. |